# خروپینی
خروپینی (به چکی: Chropyně) یک منطقهٔ مسکونی در جمهوری چک است که در ناحیه کرومیریژ واقع شده‌است. خروپینی ۵٬۱۶۵ نفر جمعیت دارد.